# جان آدامز ویپل
جان آدامز ویپل (انگلیسی: John Adams Whipple; ۱۰ سپتامبر ۱۸۲۲ – ۱۰ آوریل ۱۸۹۱) عکاس، مخترع اهل ایالات متحده آمریکا بود. او اولین کسی بود که در ایالات متحده مواد شیمیایی مورد استفاده برای داگرئوتیپ را تولید کرد، او پیشگام عکاسی نجومی و عکاسی در شب بود. او اولین عکاسی بود که تصاویری از ستارگان غیر از خورشید گرفت و ظاهر کرد و همچنین برنده جایزه برای عکس‌های اولیه خارق‌العاده‌اش از ماه بود. از جمله ستارگانی که او از آنها عکس گرفت، ستاره کرکس نشسته و منظومه ششگانه ستاره‌ای مئزر بود که تا سال ۲۰۰۹ تصور می‌شد ستاره دوگانه باشد.

## زندگی‌نامه
ویپل در گرفتون، ماساچوست به دنیا آمد. پدر او جاناتان ویپل و مادرش ملیندا گروت بودند. در دوران جوانی، دانشجوی پرشوری در رشته شیمی بود و با معرفی فرآیند داگرئوتیپ به ایالات متحده (۱۸۳۹-۱۸۴۰) اولین کسی بود که مواد شیمیایی لازم را برای تولید داگرئوتیپ تولید کرد. در اثر آزمایشگات شیمیایی سلامتش به خطر افتاد به همین خاطر به کار عکاسی علاقه‌مند شد. 
او اولین داگرئوتایپ خود را «با استفاده از یک لیوان آفتابی برای عدسی، یک جعبه شمع برای دوربین، و دسته قاشق نقره‌ای به عنوان جایگزین بشقاب» در زمستان ۱۸۴۰ ساخت. با گذشت زمان او تبدیل به یک پرتره پرداز برجسته داگرئوتیپ در بوستون شد.
ویپل علاوه بر پرتره پردازی برای استودیوی ویپل و بلک، از ساختمان‌های مهم در بوستون و اطراف آن، از جمله در حدود ۱۸۵۵ از خانه‌ای که ژنرال جرج واشنگتن در سال‌های ۱۷۷۵ و ۱۷۷۶ آن را اشغال کرده بود، عکاسی کرد.
ویپل در ۱۲ مه ۱۸۴۷ با الیزابت مان (۱۸۱۹-۱۸۹۱) در بوستون ازدواج کرد. 
بین سال‌های ۱۸۴۷ و ۱۸۵۲ ویپل و ستاره‌شناس ویلیام کرانچ باند، مدیر رصدخانه کالج هاروارد، از تلسکوپ شکستی بزرگ انکسارگر هاروارد برای تولید تصاویری از ماه استفاده کردند که از نظر وضوح جزئیات و قدرت زیبایی‌شناختی قابل توجه هستند. این بزرگترین تلسکوپ جهان در آن زمان بود، و تصاویر آنها از ماه جایزه برتر فنی در عکاسی را در نمایشگاه بزرگ کریستال پالاس لندن در سال ۱۸۵۱ دریافت کردند.
در شب ۱۶ تا ۱۷ ژوئیه ۱۸۵۰، ویپل و باند اولین داگرئوتیپ یک ستاره (وگا) را ساختند. در سال ۱۸۶۳، ویپل از چراغ‌های الکتریکی برای گرفتن عکس‌های شبانه از کومون بوستون استفاده کرد.
ویپل به اندازه یک مخترع و عکاس پرکار بود. او داگرئوتیپ‌های مداد رنگی و کریستالوتیپ‌ها (داگرئوتیپ‌های روی شیشه) را اختراع کرد. او با شریک یا دستیار خود، ویلیام برید جونز، فرآیند ساخت کاغذهای چاپی از نگاتیوهای آلبومین شیشه‌ای (کریستالوتیپ) را توسعه داد.
ویپل به طور ناگهانی بر اثر سینه پهلو در ۱۰ آوریل ۱۸۹۱ در کمبریج، ماساچوست درگذشت و در وستبرو، ماساچوست به خاک سپرده شد.

## نگارخانه

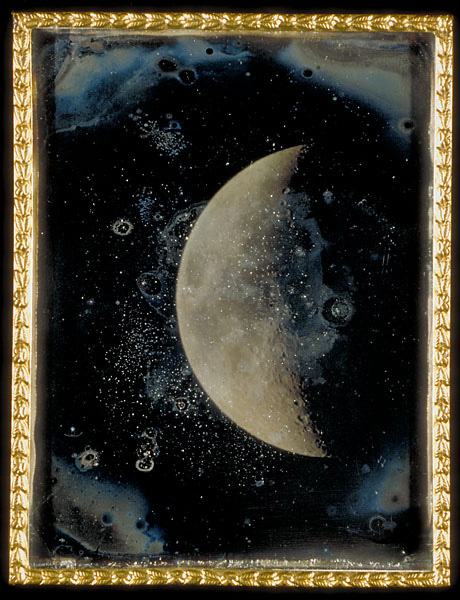
تصویر ماه، اثر ویپل، ۲۶ فوریه ۱۸۵۲
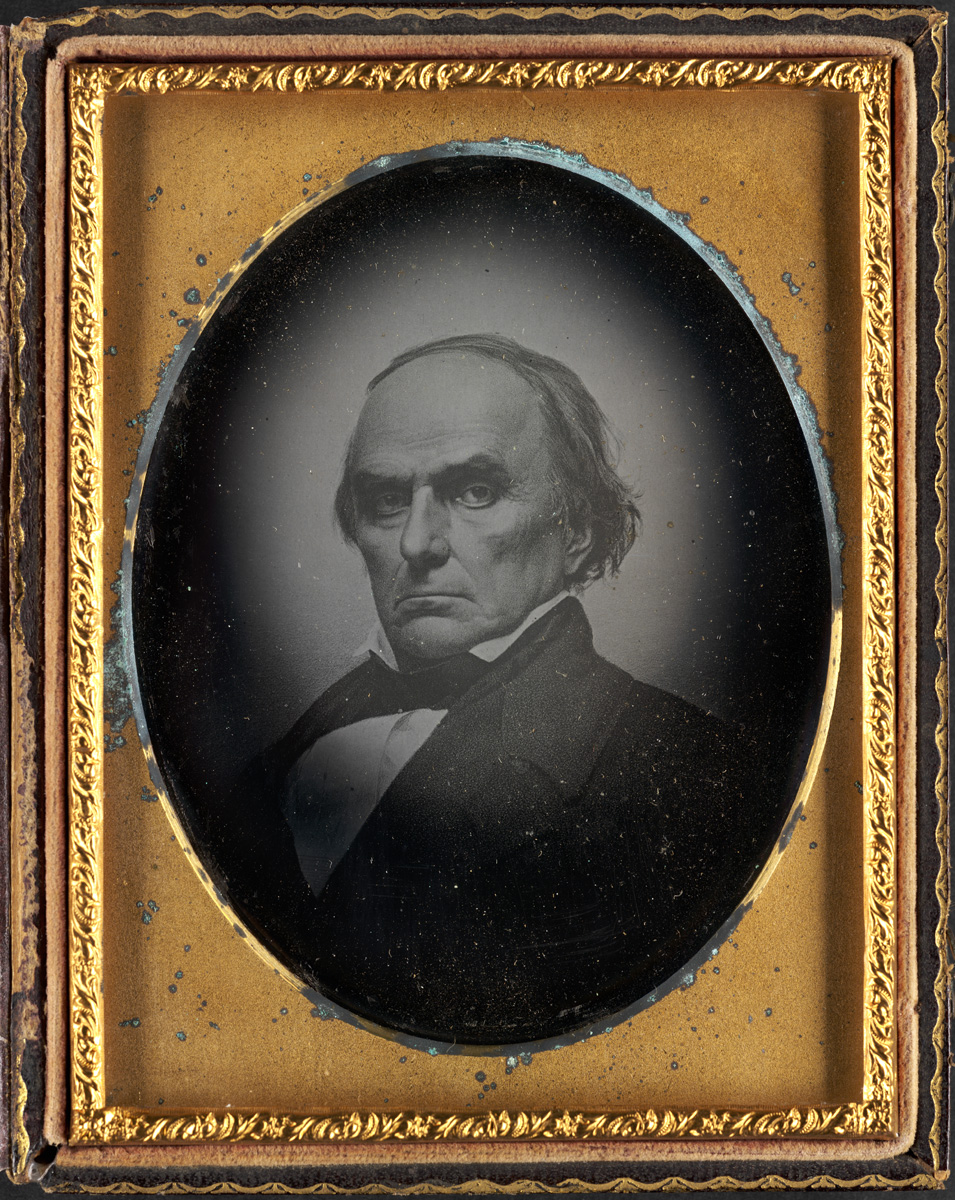
پرتره دنیل وبستر، اثر ویپل، ۱۸۴۷
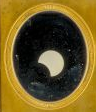
خورشید گرفتگی جزئی، اثر ویپل، ۱۸۵۱
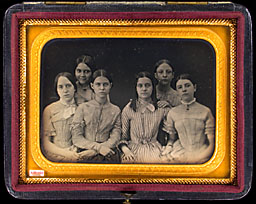
دختران ناشناس، قرن نوزدهم
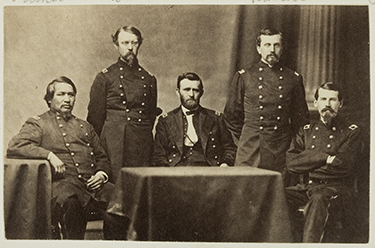
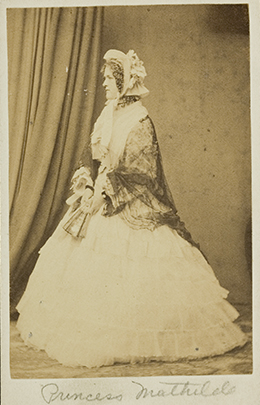
ماتیلد بناپارت، دهه ۱۸۶۰
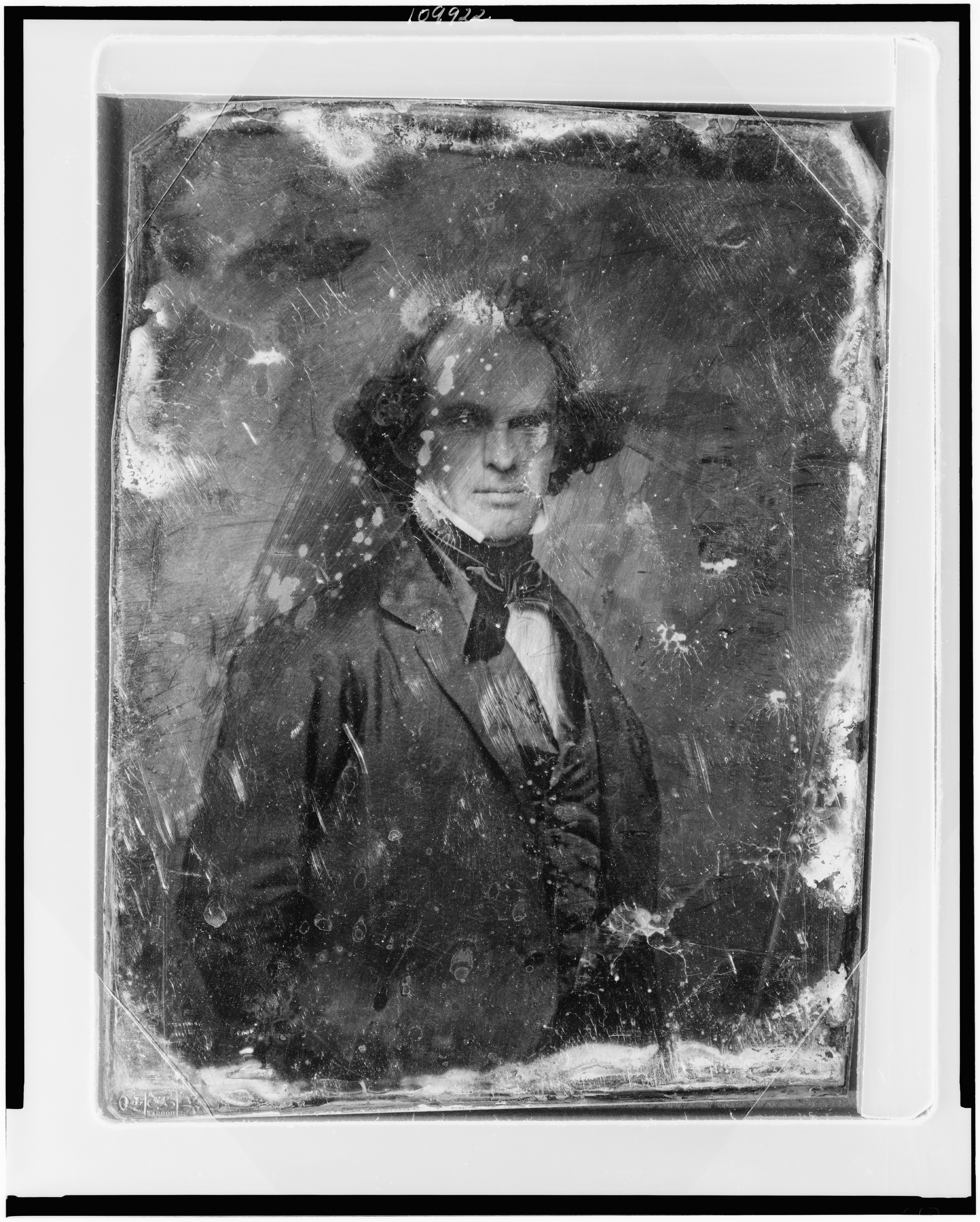
ناتانیل هاوثورن ۱۸۵۰–۱۸۵۵
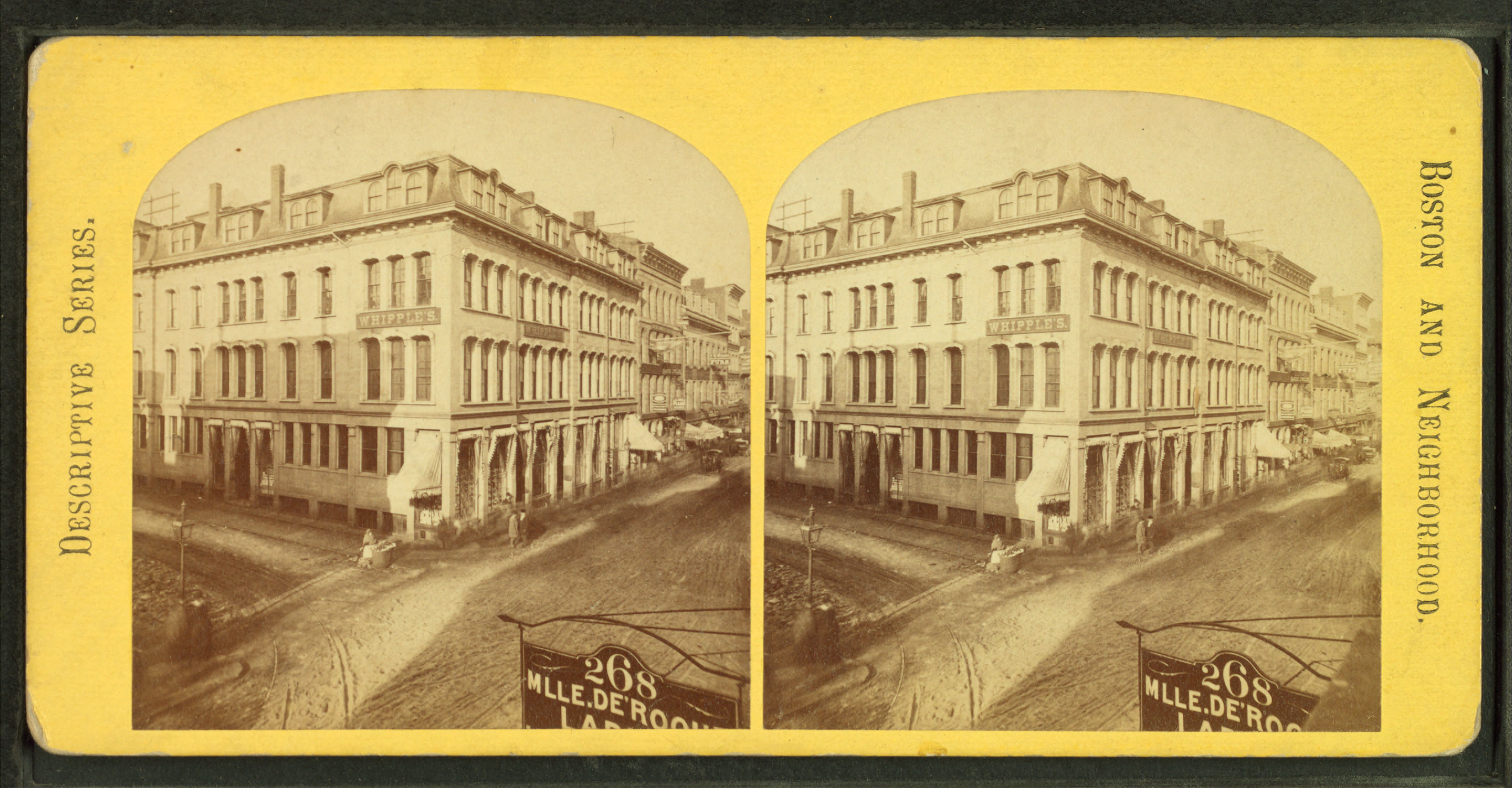
استودیوی ویپل، گوشه خیابان واشنگتن و تمپل، بوستون